# Фрицький Олег Федорович
Фрицький Олег Федорович (26 вересня 1929, м. Київ — 2 серпня 2019, м. Київ) — український науковець-правознавець, доктор юридичних наук (1979), професор (1982), Заслужений діяч науки і техніки України. Автор (співавтор) підручників з конституційного права України, якими послуговується декілька поколінь студентів.
Почесний професор Юридичної академії Міністерства внутрішніх справ. Був членом редакційних колегій фахових видань — збірника наукових праць «Науковий вісник Дніпропетровського державного університету внутрішніх справ», наукового журналу «Право і суспільство». Один із співаторів Конституції України та законодавства про місцеве самоврядування в Україні.

## Біографічні відомості, науковий шлях
У 1950 р. закінчив Київське артилерійське училище; у 1961 р. закінчив Київський державний університет ім. Т.Г. Шевченка. Працював помічником Прокурора УРСР.
З 1964 р. — аспірант кафедри державного права юридичного факультету Київського держуніверситету. У 1968 р. захистив кандидатську дисертацію, був призначений на посаду асистента цієї кафедри. До 1980 р. пройшов шлях від викладача, старшого викладача, до доцента, професора цієї кафедри.
З 1975 по 1977 р. — докторант кафедри, після закінчення докторантури захистив у 1978 р. докторську дисертацію.
Вченні звання: доцент — 1972 р., професор — 1982 р.
У 1980 р. перейшов на посаду начальника кафедри державно-правових дисциплін (з 1988 р. — кафедра конституційного права) Київської вищої школи МВС СРСР, на якій перебував до вересня 1999 р., коли вийшов у відставку в званні полковника міліції.
До 2001 р. перебував на посаді професора цієї кафедри, потім обіймав посаду професора кафедри теорії та історії держави і права Академії адвокатури України.
З 2003 р. — професор кафедри конституційного та міжнародного права Дніпропетровського державного університету внутрішніх справ.
У 2004 р. за внесок у справу підготовки наукових кадрів рішенням Вченої ради удостоєний звання почесного професора Юридичної академії Міністерства внутрішніх справ.
У 1993–1996 рр. був членом експертної ради із захисту дисертацій з юридичних і політичних наук ВАК України, а також головою спеціалізованої вченої ради із захисту кандидатських дисертацій зі спеціальностей: філософія права, юридична психологія, юридична педагогіка.
У 2010–2016 рр. був членом двох спеціалізованих вчених рад із захисту докторських дисертацій: Дніпропетровського державного університету внутрішніх справ та Одеської національної юридичної академії.
З вересня 2016 року працював на посаді професора кафедри конституційного, адміністративного права та соціально-гуманітарних дисциплін Інституту права та суспільних відносин Університету «Україна». 
За 55 років науково-педагогічної діяльності підготував понад 20 докторів і кандидатів юридичних наук.
Помер 2 серпня 2019 року. Похований в Києві на Байковому кладовищі (дільниця № 26).

## Участь у законопроектній роботі
З 1965 p. працював консультантом відділу з питань Рад Секретаріату Президії Верховної Ради УРСР. З 1968 по 1979 p. брав участь у підготовці проектів Законів УРСР про місцеві Ради народних депутатів, постанови Президії Верховної Ради УРСР «Про депутатські групи і пости в УРСР».
З 1989 р. був учасником підготовки проектів нової Конституції України та багатьох законодавчих актів, починаючи з Декларації про державний суверенітет України. В 1990 р. постановою Президії Верховної Ради УРСР його було включено до складу групи наукових консультантів з підготовки нових законодавчих актів.
З 1994 по 1998 p. працював науковим консультантом Комітету Верховної Ради України з питань державного будівництва, діяльності Рад і місцевого самоврядування.
Протягом 1990–1999 pp. за участю О. Ф. Фрицького було підготовлено проекти Законів України «Про постійні комісії Верховної Ради України» (1991—1994 pp.), «Про біженців» (1993 р.), «Про міграцію» (1994 p.), «Про місцеве самоврядування в Україні» (1995—1998 pp.) тощо. Ним було підготовлено 37 науково-експертних висновків щодо інших проектів нормативно-правових актів.
Протягом багатьох років працював у складі Фонду сприяння розвитку місцевого самоврядування в Україні, Асоціації міст України.

## Науковий доробок
За період наукової діяльності О. Ф. Фрицьким опубліковано понад 200 праць, зокрема 7 монографій, 5 підручників, 4 навчальних посібники.
Основні праці:
- «Наука управління і місцеві Ради» (1970)
- «Місцеві Ради народних депутатів і управління» (1977)
- підручник «Радянське будівництво» (1974), а також навчальний посібник з цього курсу
- «Парламентаризм в Україні: історія і сьогодення» (1999)
- «Муніципальне право України» (2001, 2006 рр.)
- перший в Україні підручник «Конституційне право України» (1999 р.), який перевидавався у 2000, 2001, 2002, 2003 та 2004 рр.
- власний підручник «Конституційне право України» (2002 р.), який перевидавався у 2004 та 2006 рр.;
- окремі розділи академічних курсів «Конституційного права» та «Адміністративного права»;
- навчальний посібник «Конституційне право України» (Дніпропетровський державний університет внутрішніх справ, 2007—2009 рр.).

Основні напрямки наукової діяльності на сучасному етапі: конституційне право, державне будівництво та місцеве самоврядування.